# ディスオベイ
DISOBEY（ディスオベイ）は、プロレス団体のプロレスリング・ノアにおいて活動する、プロレスラーのチームである。2009年1月結成。2012年2月14日に最終メンバーであったモハメド・ヨネが丸藤・杉浦軍へ参加したために消滅した。

## 概要
モハメド・ヨネが提唱した新軍団構想に力皇猛が賛同する形で結成された。ラフファイトや反則行為、試合介入などの不良行為を行うヒール軍団として活動を開始した。さらに2008年頃よりジュニアヘビー級戦線において共闘し悪行を続けていた金丸義信、鈴木鼓太郎、平柳玄藩のジュニアヘビー級選手3名も加入し勢力を増した。
その後、ヘビー級に関しては2010年のグローバルタッグリーグ戦に参戦した真壁刀義にヒールキャラで株を奪われ、それに対抗するポジションとなった。またジュニアに於いても、三沢光晴の死をきっかけに金丸と鈴木両者はヒールスタイルから正統派スタイルに転換し、ヒールスタイルを貫いているのは平柳のみとなった。
当時のGHCジュニアヘビー級王者の金丸はKENTAから、同じく当時のGHCタッグ王者の力皇&ヨネはグローバルタッグリーグ優勝者の高山善廣&佐野巧真から「ベルトを持っているだけ」とも酷評された。また、その状況から東京スポーツ紙やノア公式パンフレットでは「不発軍団」とも称され、ヨネは「不発王」とも渾名される。さらに『週刊プロレス』2011年3月16日号では、ディスオベイの歴史を記した「不発史」と題された記事が掲載されるに至った。

## 経歴

### 2009年
2009年1月25日、ノア後楽園ホール大会第5試合の森嶋猛、モハメド・ヨネ対クリス・ヒーロー、クラウディオ・カスタニョーリ戦の試合直後、突如ヨネがパートナーの森嶋を暴行。さらに元々秋山準とコンビを組んでおり、秋山とのコンビ解消を示唆していた力皇猛も突然乱入し、ヨネとともに森嶋に暴行を加えた。その後、ヨネと力皇の両者は握手をし共闘を宣言。観客にマイクで「これが俺たちのやり方だ」とアピールした。これがチーム結成の発端である。
元々、ヨネは森嶋とのチーム解消とノア内に刺激を与えるような新軍団結成の構想を示唆していた。それが実現した形となった。
その後、ヒール軍団として活動を開始し、当時のタッグ王者である齋藤彰俊&バイソン・スミス組にノンタイトルながら勝利を奪うなど勢力を増した。さらには、階級を問わずメンバー補充も行うことにも言及した。
同年2月15日ディファ有明大会では、以前よりジュニアヘビー級戦線で行動を共にして悪行を働いていた金丸義信、鈴木鼓太郎、平柳玄藩のジュニアヘビー級選手3名も共闘を宣言した。
また同年3月15日ディファ有明大会で行われた丸藤正道プロデュース興行では、百田光雄が「レジェンドヒール百田」のリングネームを名乗り共闘した。その後も単発的ではあるが、共闘している。
同年3月27日には、チーム名の発表会見を行い、名称は「ディスオベイ（DISOBEY）」であると発表した。チーム名は、英語で「背く」「違反する」「従わない」という意味の動詞「disobey」に由来している。
結成当初は秋山準・小橋建太・森嶋猛・佐々木健介等と激しく対立していたが、日を追うごとにヒールとしての活動が影を潜め、チームそのものの存在意義が問われるようになった。ジュニアヘビー級の金丸・鈴木はヒール的な要素が減少したもののベルトを奪取し実績を得ていたが、ヘビー級で結成提唱者の力皇・ヨネは実績が残せていなかった。
そのため2009年12月の日本武道館大会において力皇とヨネが互いの気持ちを確かめ合うためのシングルマッチを行い、納得のいく結果でなかった場合はチーム解散を示唆した。しかし、同大会において当時のGHCタッグ王者の佐々木健介・森嶋猛組に挑戦予定だった小橋建太・秋山準組が、秋山の急病による欠場を受け、挑戦を辞退。急遽、挑戦権が力皇・ヨネ組に回ってきた。敗北の場合はチームを解散するという決意で挑戦し、見事にベルトを奪取した。
同日には金丸・鈴木組がジュニアヘビー級タッグ選手権を防衛、また金丸はジュニアヘビー級選手権（シングル）も保持しているため、グローバル・オナード・クラウン4王座の内、3王座をディスオベイが独占することとなった。

### 2010年
2009年12月始めの頃、翌年1月4日に行われる新日本プロレス東京ドーム大会の対戦カードで、新日本レスラーの真壁刀義が挑発混じりにNOAHのレスラーとの対戦を希望し、ヨネがこれに反応する形で新日のリングで真壁を2度に渡って襲撃し、新日から「方舟の襲撃王」という異名を手にした。また、この時ヨネ襲撃に伴い新日とNOAHの間では真壁がリーダーになっている新日ヒールユニットG・B・HとディスオベイによるGHCタッグベルト戦というカードを組んでいたが、襲撃を受けて逆上した真壁が「ヨネとのシングルマッチにしなければ東京ドームに出ない」とボイコットを敢行してしまい、結局真壁対ヨネのシングルマッチに対戦カードが変更される。そして、決着の1月4日東京ドームでは真壁の入場中に再びヨネが襲撃するが、試合は6分もかからず真壁に惨敗してしまう。
力皇&ヨネは前年末にタッグベルトを奪取するも、1月におこなわれたグローバル・タッグ・リーグ戦ではG・B・Hと対立するなどしたが、優勝どころか決勝戦進出すらできず、優勝チームの高山善廣&佐野巧真組から辛辣な意見を受ける。それを受けての高山&佐野とタッグ選手権が決定、そして勝利し初防衛を果たした（2010年2月28日日本武道館大会）。
さらに力皇&ヨネは、激しい抗争に展開したビッグマウス・ラウドのビッグ村上と臼田勝美と、2010年3月26日千葉公園体育館でタッグ選手権2度目の防衛戦を行い、勝利した。しかし2010年4月14日の大阪府立体育会館大会でのタッグ選手権防衛戦でバイソン・スミス&キース・ウォーカー組に敗れ、王座陥落する。
その後、力皇は当時IWGPヘビー級王者だった真壁に挑戦する予定だったが、程なくして頸椎捻挫により長期欠場となり、彼の代わりに潮崎豪が挑戦することになってしまう。
2010年9月に、長期欠場から復帰した鈴木鼓太郎が、試合中に金丸義信の攻撃が誤爆したことや平柳玄藩の反則行為をきっかけに脱退を表明し、対立。新たに小川良成とタッグを結成した。この後、両チームは対立関係になる。
同年10月の日テレ杯争奪ジュニアヘビー級タッグリーグ戦が始まると、ヨネが欠場している力皇が安心してリハビリに専念できるように新メンバー勧誘を示唆。新世代の旗頭として急成長株であることを理由に潮崎豪にチーム加入を要請した。同シリーズ最終戦の同月30日後楽園ホール大会第7試合での杉浦貴、モハメド・ヨネ、潮崎豪組対高山善廣、佐野巧真、井上雅央組において、試合中にヨネと潮崎が見事な連係プレーを見せて勝利。試合後にヨネがチーム加入と握手を求めると、リングサイドに対立する鈴木鼓太郎と小川良成が現れ、加入しないように求める。潮崎はヨネと握手を交わすもののそのままショートレンジ式ラリアットをヨネに見舞い、鈴木・小川と握手し、鈴木側に加入を宣言した。直後のインタビューでヨネは「こんなに哀しいラリアットを喰らったのは初めてだ」と発言。これにより、この一連の事件は日本テレビ中継において『哀しみのラリアット』事件と称されるようになった。
上記事件を機に、ディスオベイと潮崎軍、特にヨネと潮崎は激しい抗争を繰り広げることとなる。同年12月5日の日本武道館大会第4試合、潮崎、小川組対ヨネ、平柳組においては、平柳が試合中に潮崎の頭髪をハサミで切り、挑発するにまで発展した。

### 2011年
2011年1月ツアー『The First Navig.2011』が始まると、正パートナー不在のKENTAが金丸とのタッグチーム結成に個人的に興味がある旨の発言をする。これを受け、同月23日のアクロス福岡大会で、金丸がKENTAにタッグを結成をするのかしないのかハッキリとするようにリング上でマイクアピールした。KENTAは金丸に耳打ちし、金丸は「分かった」とのみ発言し退場する。このときの発言内容は二人以外には明かされなかったが、後日ある条件を提示したと明かされた。同月29日のツアー最終戦・後楽園ホール大会における第4試合、潮崎豪、小川良成、KENTA組対モハメド・ヨネ、金丸義信、平柳玄藩組の試合終盤で、KENTAは味方である潮崎と小川を突如攻撃、パイプ椅子による殴打を敢行。直後、金丸や平柳・ヨネと握手、抱擁し、さらには「これからが新しいディスオベイの始まり」とマイクアピールをしチーム加入を宣言した。なお、試合後の控室で先日提示した条件の内容は不明のままであるが、条件は成約したことがKENTAの口から告げられた。
2011年3月5日有明コロシアム大会のディスオベイ対健介オフィスの8人タッグマッチで、試合途中で仲間割れを起こし、モハメド・ヨネをKENTA・金丸義信が椅子攻撃、続いて二人の得意技を見舞った。嫌がる平柳玄藩にも無理矢理ヨネへ椅子攻撃をするよう促し敢行した。マイクアピールでKENTA・金丸・平柳で新たにチームを結成する旨を宣言（後日、金丸・KENTA・平柳の新チームの名称はノー・マーシー（No Mercy）であると発表された）。また、以前に金丸に提示した加入の条件はヨネを外すことであると明かした。3人はヨネ排除の理由として、ヨネは中途半端で、イメージが悪いためとしている。この一連のいきさつは、前述の哀しみのラリアットに倣って『哀しみの椅子攻撃』事件とも呼ばれる。
これを受け、ヨネは遺恨決着戦として3人それぞれとのシングルマッチを会社に要求。同月12日Zepp Nagoya大会で平柳と、21日福岡国際センター大会で金丸と、27日ディファ有明でKENTAとシングル戦が決定した。しかし、この3試合とも相手側のメンバーが乱入、ヨネを執拗に暴行しヨネの反則勝ちとなる。これ以外の大会においても、試合中に乱入や暴行を続け、ヨネを玩具呼ばわりするに至った。また、27日の試合後には、マイクアピールでKENTAが「もうこの玩具は飽きた。次の玩具はあいつだ」と、名前を明かさなかったが新たな暴行のターゲットの存在を示唆した。
一方、翌シリーズに開催されるグローバル・タッグ・リーグ戦2011には、杉浦貴がパートナーがいない者同士であることからヨネにタッグ結成を呼びかけたことから、杉浦とヨネのタッグでリーグへ参加することが決定。結果、急造タッグであることからの下馬評を覆し、第3位の好成績であった。
しかし、ヨネは軍団抗争とタッグ戦線は別であり、軍団抗争には杉浦を巻き込みたくない意志があることを語っており、その後の杉浦の動向に注目された。
グローバル・リーグ戦終了後、ヨネとの抗争は終了したと一方的に宣言するKENTAに対し、リベンジ戦を要求。
5月8日有明コロシアム大会において、ヨネの要求により、NO MERCYの3人のディスオベイのモハメド・ヨネのシングルマッチ3連戦を行う特別試合が行われ、1試合目の平柳と2試合目の金丸には勝利するものの、3試合目のKENTAには、2連戦の疲弊もあり敗北、最終的にNO MERCY側の勝利となった。
その後もヨネはKENTAに対し再三のリベンジ戦を要求し、6月11日ディファ有明大会で、KENTAとヨネのシングルマッチによる再戦が決定。その試合でヨネは、場外に設置した机へ、エプロンサイドからキン肉バスターを敢行。KENTAをKOし勝利した。これ以降、NO MERCYとディスオベイの抗争は終息傾向となる。そして、タッグ・リーグ終了後もヨネは杉浦とのタッグを継続し、ディスオベイとしての活動よりも杉浦とのタッグに専念しており、力皇も欠場が続いていることから、前述のヨネとKENTAとのシングルマッチ以降はディスオベイの活動は休止している状況であった。
11月27日、力皇が久々に顔を出すも、欠場原因の頚椎ヘルニアが完治しないため、引退を表明。杉浦は共闘するも軍団加入はしなかったため、メンバーがヨネだけとなり実質上の解散状態となった。

### 2012年
その後は事実上活動停止状態であるも、カード発表時などでは、ヨネはディスオベイ所属と書かれることもあり、今後の活動状況は不明であったが、2011年12月24日のクリスマス大会でヨネが丸藤正道とのシングル戦に勝利した後、ヨネが丸藤に握手を求める行動をおこしていた（丸藤は応じず）。そのとき、丸藤は杉浦と新チーム（丸藤・杉浦軍）を発足させたばかりであったが、後日、ヨネは杉浦とも2011年には共闘した時期があったことと、自らが背水の陣に置かれているため新たな打開策として二人との共闘を考えている旨を発表した。これを受けて丸藤は2012年1月15日に杉浦とヨネのシングル戦を設定し、査定試合とした。査定試合には敗れたが、丸藤・杉浦はヨネの戦いぶりや観客の反応に好感触を示し、結果を保留とした。そして、2月14日に正式に丸藤のユニットに加入を認められた。
丸藤は、査定試合を決めた際に査定の他の加入要件としてディスオベイを捨てることを挙げており、ヨネが丸藤・杉浦と共闘したことをもって完全にディスオベイは消滅した。

## メンバー
- モハメド・ヨネ - リーダー、結成メンバー、最終メンバー

元メンバー
- 鈴木鼓太郎 - 2009年2月15日加入、2010年9月脱退[15]
- 金丸義信 - 2009年2月15日加入、2011年3月9日離脱[19]
- 平柳玄藩 - 2009年2月15日加入、2011年3月9日離脱[19]
- KENTA - 2011年1月29日加入、2011年3月9日離脱[19]
- 力皇猛 - 結成メンバー（頸椎損傷による長期欠場の後、引退）

元共闘選手
- レジェンドヒール百田 - 正メンバーではないが、共闘したことがある（2009年7月にノアを退団）
- 杉浦貴 - 2011年3月27日、ヨネとのタッグチーム正式結成を発表。軍団抗争に加わるかは未定[20]だったが、加入せず。2011年12月に丸藤正道と新ユニット（丸藤・杉浦軍）を発足。

## 戦績
GHCタッグ王座
力皇猛 & モハメド・ヨネ - 2009年12月〜2010年4月14日（2度防衛）
GHCジュニアヘビー級王座
金丸義信 - 2009年10月〜2010年12月5日（6度防衛）
GHCジュニアヘビー級タッグ王座
金丸義信 & 鈴木鼓太郎 - 2008年7月13日〜2010年1月17日（6度防衛、鈴木欠場により返上）
日テレG+杯争奪ジュニアヘビー級タッグ・リーグ戦
金丸義信 & 鈴木鼓太郎 - 2009年大会優勝
ジュニアヘビー級リーグ戦
金丸義信 - 2009年大会優勝